# Marion Scott (Choreografin)
Marion Scott Rosalsky (* 24. Juli 1922 in Chicago; † 5. Oktober 2008 in Los Angeles) war eine US-amerikanische Tänzerin, Choreographin und Tanzpädagogin.

## Leben
Scott begann im Altern von fünf Jahren zu tanzen. Nach dem Abschluss der Highschool ging sie nach New York, um bei den Pionieren des modernen Tanzes, Martha Graham, Doris Humphrey, Charles Weidman, Helen Tamaris, José Limón, Hanya Holm und Anna Sokolow zu studieren. Sie trat mit den Kompagnien von Martha Graham und Humphrey-Weidman auf und war von 1959 bis 1963 Solotänzerin der Tamaris-Nagrin Dance Company. 1963 erhielt sie beim American Dance Festival das Doris Humphrey Fellowship, die zu der Zeit höchste Auszeichnung für Choreographie im modernen Tanz. Sie arbeitete zwanzig Jahre lang mit der eigenen Marion Scott Dance Company und war außerdem Mitbegründerin und eine Codirektorin der Contemporary Dance Inc., die die Arbeit junger Choreographen fördert.
1968 musste sie auf Grund einer Erkrankung an Arthritis ihre aktive Laufbahn als Tänzerin unterbrechen. Im Folgejahr begann sie an der University of California, Los Angeles zu unterrichten. Sie choreographierte in dieser Zeit Stücke wie Trans; Sevenfold (1973), Mysterium (1975), 1, 2, 3 (1977), Initiation (1978), Many Paths (1980), Underglow (1981), Fine Line (1981), Triune (1984), Legend (1985) und Psalm 1984 (1985) und bearbeitete Doris Humphreys Partita für die UCLA Dance Company.
1985 kehrte Scott mit der Gruppe Visions, einem aus Frauen bestehenden Ensemble (u. a. mit Hae Kyung Lee und der Performancekünstlerin Rachel Rosenthal) auf die Bühne zurück. 1999 realisierte sie unter dem Titel Spirit Dances eine Reihe von Aufführungen mit Tänzern im Alter zwischen vierzig und achtzig Jahren. Ihren letzten Auftritt hatte sie 2007 am Highways Performance Space in Santa Monica in einem Stück, das sie Prayer nannte.
Die Filmemacherin Shirley Clarke drehte drei Kurzfilme über Arbeiten Scotts: One Two Three and Mysterium, Trans und Initiation. Auch Allegra Fuller Snyder drehte einen Dokumentarfilm über Scott und ihre Arbeit mit dem Titel Reflections on Choreography. 2001 verlieh ihr das Dance Resource Center of Greater Los Angeles den Lester Horton Lifetime Achievement Award.